# Даглас C-124
Даглас  Глоубмастер II (енгл. Douglas C-124 Globemaster II) је био тешки војни транспортни четворомоторни авион металне конструкције, пројектован за потребе оружаних снага САД. Производила га је фирма Даглас (Douglas Aircraft Corporation) од маја 1950. до 1955. године. Наследио га је тешки транспортни авион на млазни погон C-5А.

## Пројектовање и развој
Пројект тешког војног транспортног авиона Даглас C-124 Глоубмастер II се наслонио на пројект његовог претходника C-74 Глоубмастер који је полетео пред сам завршетак Другог светског рата. Шта више, за прототип авиона C-124 је искоришћен један од пет прототипова C-74. Поред искуства са употребом C-74, на основне карактеристике Даглас C-124 Глоубмастер II су утицала и искуства стечена током операције Берлински ваздушни мост.

### Технички опис
Авион Даглас C-124 је био једнокрилни нискокрилац, потпуно металне конструкције са конвенционалним репом, увлачећим стајним трапом типа трицикл са носном ногом и дуплираним точковима на свакој нози. На сваком крилу трапезастог облика, било је уграђено по два радијална ваздухом хлађена клипна мотора Прат & Витни Р-4360 са трокраком металном елисом променљивог корака. За разлику од свог претходника имао је знатно већи труп а терет се у авион утоваривао преко хидрауличне покретне рампе кроз велика врата која су се налазила на носном делу авиона испод пилотске кабине. Као и његов претходник на задњем делу авиона постојао је лифт који је такође служио за утовар у авион. Карго верзија авиона је имала две дизалице (крана) носивост 7 t које су могле да се крећу целом дужином трупа авиона.
Овај авион је могао да превезе 200 војника са потпуном ратном спремом, или 127 носила са рањеницима, 45 седећих рањеника и 15 пратећих медицинских особа, или 31 тону терета. Од терета је могао да преноси ракете, моторна возила, хаубице од 105mm, лаке тенкове или комплетне радне машине (тракторе, булдозере, грејдере, дизалице, виљушкаре и слично и то без растављања). Верзија авиона за превоз трупа имала је две палубе (спрата), демонтажом горње палубе авион се претвара у карго верзију.
Даглас C-124 Глобмастер II је први пут полетео 27. децембра 1949. године, а први авион је испоручен већ у мају месецу 1950. године, а производња му је трајала до 1955. године.

### Варијанте авиона Даглас
- - први прототип направљен од прототипа авиона C-74 са новим трупом и моторима Р-4360-39,
- - ово је верзија претходног прототипа YC-124 са појачаним моторима Р-4360-35А,
- - прва производна верзија авиона Даглас C-124A-1129А са моторима R-4360-20WA снаге 3.500hp, произведено је 204 примерака ових авиона,
- - прототип верзија авиона Даглас C-124A-1182А са турбо елисним моторима YT34-P-6, првобитно планиран као танкер али основно му је било тестирање турбоелисних мотора код овог типа авиона,
- - друга производна верзија авиона Даглас C-124C-1317, авион исти као C-124A са уграђеним метеоролошким радаром APS-42 у избочини носа авиона и уграђеним грејачима на крајевима крила који су служили за грејање кабина и служили за одлеђивање површина крила и стабилизатора. Касније су многи авиони верзије C-124A опремљени овим уређајима који су знатно повећали безбедност лета ових авиона.

## Оперативно коришћење
Од 1950. до 1955. године произведено је 448 примерака ових авиона, који су коришћени у оквир Америчког ратног ваздухопловства у следећим командама: AMC - Air Material Command, FEAF - Far Eastern Air Force, MATS-Military Air Transport Service, SAC - Strategic Air Command и TAC - Tactical Air Command. Обично су се користили у комбинацији са авионима Даглас C-133 Каргомастер.
Били су транспортна потпора америчкој војсци широм света у корејском и Вијетнамском рату у Африци и на Антарктику, транспортовали су ракете Тор у Енгласку. У служби су се задржали до 1970-их година када су их заменили Локидови тешки транспортни авиони C-5А Galaxy. Након повлаћења из војне службе неки од ових авиона су коришћени као карго авиони у цивилном саобраћају.

## Земље које су користиле овај авион
| - САД |

## Галерија
- Кокпит авиона C-124 Глоубмастер
- Авион C-124 избочина на кљуну авиона за метеоролошки радар
- Авиона C-124 на писти са отвореним предњим вратима
- Утовар ракете у авион
- Авион C-124 у лету